# 穂積絵莉
穂積 絵莉（ほづみ えり、1994年2月17日 - ）は、日本の女子プロテニス選手。神奈川県平塚市出身。WTAツアーでシングルスの優勝はまだ無いが、ダブルスで2勝を挙げている。ランキング自己最高位はシングルス144位、ダブルス29位。右利き、バックハンド・ストロークは両手打ち。鹿島学園高等学校卒業。橋本総業ホールディングス所属。
日本人女子初となる日本人同士のペアでのグランドスラム決勝進出者。2017年全豪オープン女子ダブルスベスト4進出。

## 来歴
8歳でテニスを始める。2006年、全日本Jrで女子シングルスで優勝。平塚市立浜岳中学校を卒業し、2009年、湘南工科大学附属高に進学。インターハイ史上初の1年生ペアで女子ダブルス優勝を果たす。鹿島学園に転校し、2011年全豪オープンジュニア女子ダブルスで加藤未唯とのペアで準優勝している。2012年1月にプロに転向。杉山愛の母親である杉山芙沙子の指導を受けている。
シングルスでは2014年全豪オープンから4大大会の予選に挑戦。ダブルスでは2016年全仏オープンで初出場を果たしている。
2013年全日本テニス選手権では決勝で今西美晴を6-4, 4-6, 6-4で破り大会初優勝を果たした。2014年アジア競技大会ではシングルスと団体で銅メダルを獲得した。
2015年にはフェドカップ日本代表に選ばれている。
2016年はダブルスで活躍を見せる。加藤未唯とのペアで、2月の台湾オープンでWTAツアーで初めて決勝進出し準優勝。4月のカトヴィツェ・オープンで二度目の決勝進出、決勝はフルセットの末、逆転でツアー初優勝を果たした。
リオデジャネイロオリンピックには、ダブルスで土居美咲とのペアで出場。1回戦で第2シードのキャロリン・ガルシア/クリスティーナ・ムラデノビッチ組に6-0, 0-6, 6-4で勝利する。2回戦でダリア・カサトキナ/スベトラーナ・クズネツォワ組に4-6, 6-1, 1-6で敗れた。
2017年全豪オープンのシングルスで予選を突破し、12回目の挑戦でシングルスでのグランドスラム初出場を果たす。1回戦でカリナ・ビットヘフトに5-7, 6-7(6)で敗れた。ダブルスでは加藤未唯と組んで、3回戦で第4シードのサニア・ミルザ/バルボラ・ストリコバ組に6-3, 2-6, 6-2で勝利し、2002年全仏オープンで杉山愛/藤原里華組がベスト4入りして以来15年ぶりとなる、日本人ペアの女子ダブルスでのベスト8進出を果たす。準々決勝ではミリヤナ・ルチッチ＝バロニ/アンドレア・ペトコビッチ組を6-3, 6-3で破り、ベスト4に進出。準決勝で第2シードのベサニー・マテック＝サンズ/ルーシー・サファロバ組に善戦するも2-6, 6-4, 4-6で敗れ、決勝進出はならなかった。
2018年全仏オープンではダブルスで二宮真琴とペアを組み、日本人女子同士のペアでは杉山愛/藤原里華以来16年ぶりのベスト4入り。準決勝では第8シードの詹皓晴/楊釗煊に6-2、6-2で破り日本人女子同士ではグランドスラム初となる決勝進出を果たした。決勝は第6シードのバルボラ・クレイチコバ/カテリナ・シニアコバ組に3-6, 3-6で敗れたが、日本人ペアとしては最高成績となる準優勝で終えた。9月の花キューピットオープンでは張帥とのペアで決勝進出、決勝は加藤/二宮組に勝利しツアー2勝目を挙げる。

## WTAツアー決勝進出結果

### ダブルス: 5回 (2勝3敗)
| 大会グレード                  |
| ----------------------------- |
| グランドスラム (0–1)          |
| WTAファイナルズ (0–0)         |
| プレミア・マンダトリー (0–0)  |
| プレミア5 (0-0)               |
| WTAエリート・トロフィー (0-0) |
| プレミア (0–0)                |
| インターナショナル (2-2)      |

| 結果   | No. | 決勝日        | 大会         | サーフェス    | パートナー | 対戦相手                                      | スコア           |
| ------ | --- | ------------- | ------------ | ------------- | ---------- | --------------------------------------------- | ---------------- |
| 準優勝 | 1.  | 2016年2月14日 | 高雄         | ハード        | 加藤未唯   | 詹皓晴 詹詠然                                 | 4–6, 3–6         |
| 優勝   | 1.  | 2016年4月10日 | カトヴィツェ | ハード (室内) | 加藤未唯   | ワレンティナ・イワフネンコ マリナ・メルニコワ | 3–6, 7–5, [10–8] |
| 準優勝 | 2.  | 2018年1月7日  | オークランド | ハード        | 加藤未唯   | サラ・エラニ ビビアネ・スクーフス             | 5–7, 1–6         |
| 準優勝 | 3.  | 2018年6月10日 | 全仏オープン | クレー        | 二宮真琴   | バルボラ・クレイチコバ カテリナ・シニアコバ   | 3–6, 3–6         |
| 優勝   | 2.  | 2018年9月16日 | 広島         | ハード        | 張帥       | 加藤未唯 二宮真琴                             | 6–2, 6–4         |

## 4大大会シングルス成績
略語の説明
| W | F | SF | QF | #R | RR | Q# | LQ | A | Z# | PO | G | S | B | NMS | P | NH |

W=優勝, F=準優勝, SF=ベスト4, QF=ベスト8, #R=#回戦敗退, RR=ラウンドロビン敗退, Q#=予選#回戦敗退, LQ=予選敗退, A=大会不参加, Z#=デビスカップ/BJKカップ地域ゾーン, PO=デビスカップ/BJKカッププレーオフ, G=オリンピック金メダル, S=オリンピック銀メダル, B=オリンピック銅メダル, NMS=マスターズシリーズから降格, P=開催延期, NH=開催なし.
| 大会           | 2014 | 2015 | 2016 | 2017 | 2018 | 通算成績 |
| -------------- | ---- | ---- | ---- | ---- | ---- | -------- |
| 全豪オープン   | LQ   | LQ   | LQ   | 1R   | LQ   | 0–1      |
| 全仏オープン   | LQ   | LQ   | LQ   | A    | LQ   | –        |
| ウィンブルドン | LQ   | LQ   | A    | A    | LQ   | –        |
| 全米オープン   | LQ   | LQ   | LQ   | LQ   | A    | –        |